# 国际转型正义中心
国际转型正义中心（英語：International Center for Transitional Justice）是一家非营利组织，致力于通过过渡司法机制追究大规模暴行和侵犯人权行为的责任，于2001年3月1日在美国纽约市成立。
杜克大學圖書館收藏了中心收集的1981年至2008年资料。